# Mergen Mämmedow
Mergen Mämmedow (Mergen Mamedov; ur. 24 grudnia 1990 w Dżilikul w Tadżykistanie) – turkmeński lekkoatleta specjalizujący się w rzucie młotem, uczestnik igrzysk olimpijskich, rekordzista kraju.
W 2007 roku startował na mistrzostwach świata juniorów młodszych w Ostrawie, na których zajął 30. lokatę w eliminacjach i nie awansował do finału. W 2012 reprezentował Turkmenistan na igrzyskach olimpijskich w Londynie – 35. miejsce w konkursie eliminacyjnym nie dało mu awansu do finału. Medalista mistrzostw kraju.
Rekord życiowy: młot seniorski o wadze 7,26 kg – 74,01 (16 czerwca 2013, Ałmaty), jest to rekord Turkmenistanu. Mämmedow jest także aktualnym rekordzistą Turkmenistanu juniorów – 61,45 (25 kwietnia 2009, Aszchabad).

## Osiągnięcia
| Rok  | Impreza                               | Miejsce | Pozycja           | Wynik |
| ---- | ------------------------------------- | ------- | ----------------- | ----- |
| 2007 | Mistrzostwa świata juniorów młodszych | Ostrawa | el. – 30. miejsce | 55,74 |
| 2012 | Igrzyska olimpijskie                  | Londyn  | el. – 35. miejsce | 68,39 |
| 2013 | Uniwersjada                           | Kazań   | 11. miejsce       | 69,78 |
| 2014 | Igrzyska azjatyckie                   | Incheon | 7. miejsce        | 68,68 |
| 2015 | Mistrzostwa Azji                      | Wuhan   | 7. miejsce        | 65,89 |
| 2017 | Igrzyska solidarności islamskiej      | Baku    | 6. miejsce        | 66,52 |